# Saab 91 Safir
El Saab 91 Safir (sueco para «zafiro») es un avión de entrenamiento fabricado por la compañía sueca Saab entre 1946 y 1966. Fue construido por Saab AB en Linköping, Suecia, (203 aeronaves) y por De Schelde en Dordrecht, Países Bajos (120 aviones).

## Diseño y desarrollo
El primer vuelo del Safir tuvo lugar el 20 de noviembre de 1945. El Safir, totalmente de metal, fue diseñado por Anders J. Andersson, quien había trabajado anteriormente para Bücker, donde había participado en el diseño del Bücker Bü 181 Bestmann, de madera. El Safir por lo tanto compartió muchas características de diseño conceptual con el Bestmann.
El Saab 91A es impulsado por un motor de cuatro cilindros Havilland Gipsy Major 2c de 125 hp, o un motor de 10 pistones Gipsy Major de 145 hp. El 91B, B-2 y C tienen un motor Lycoming O-435A de seis cilindros con 190 hp. El 91D equipado con el motor Lycoming O-360-A1A de cuatro cilindros con 180 hp.
El Safir se usó posteriormente como plataforma para probar a bajas velocidades la nuevo ala en flecha para los aviones de combate Saab 29 y Saab 32.

## Historia operacional
Se construyeron 323 unidades en 5 versiones (A, B, B-2, C y D). El Safir fue utilizado por las fuerzas aéreas suecas, noruegas, finlandesas, austriacas, tunecinas y etíopes como avión de entrenamiento, y la Agencia de Defensa de Japón utilizó un solo avión como plataforma de pruebas STOL (Saab X1G).
Los principales usuarios civiles fueron Air France, Lufthansa y la escuela holandesa Rijksluchtvaarts (RLS) en el aeropuerto de Groningen Eelde, cerca de Groningen.
Durante el desarrollo del Saab 29, el prototipo inicial del Saab 91 se modificó con una versión reducida de las alas en flecha del Saab 29; esta aeronave fue designada Saab 201 Experimental Aircraft. Este mismo fuselaje se equipó luego con alas diseñadas para el Saab 32 Lansen y fue designado como Saab 202.

## Variantes

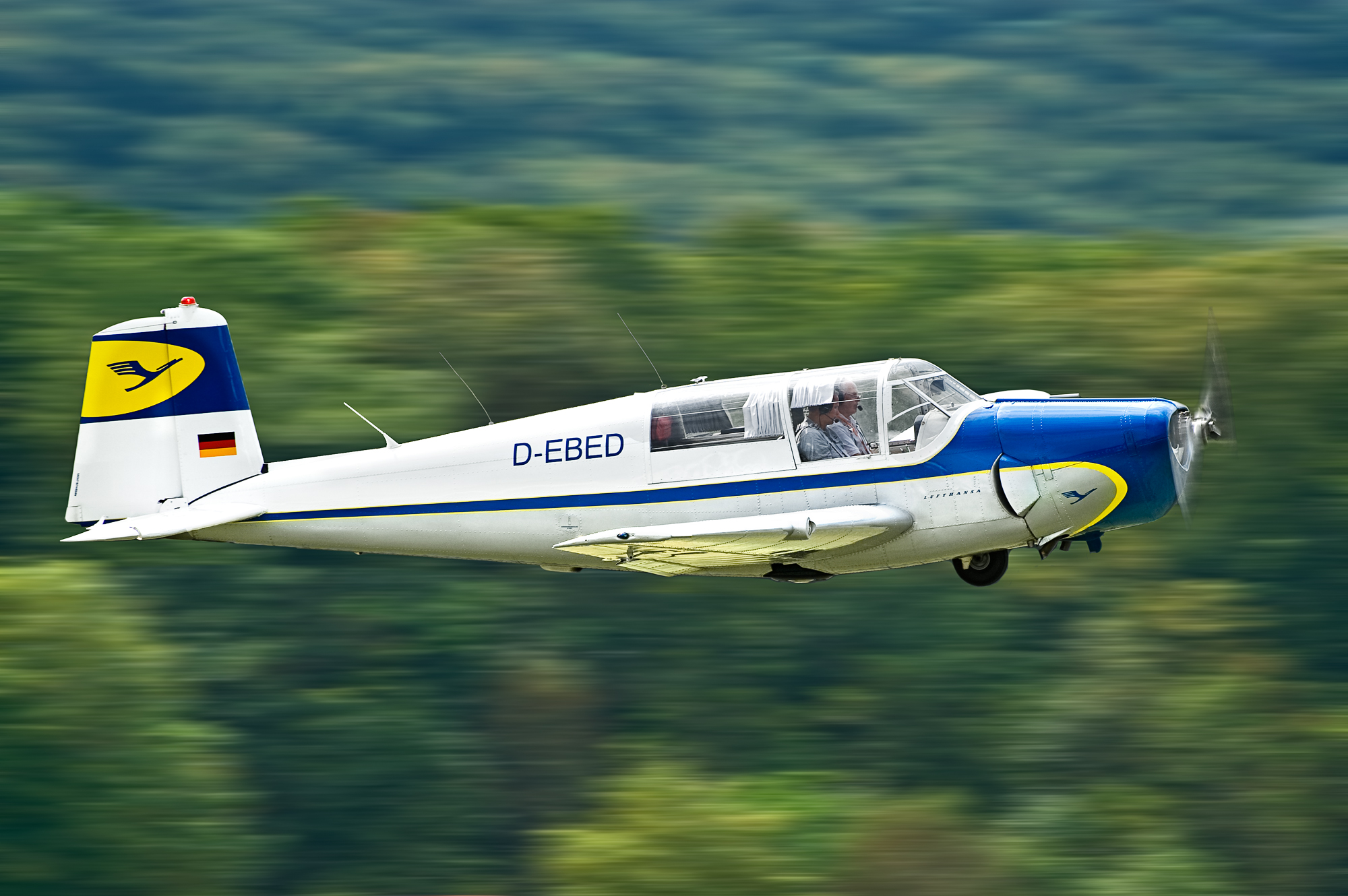
Saab Safir 91B despegando desde el aeródromo de Hahnweide.

- 91A – versión de producción original de tres asientos, impulsada por el motor de Havilland Gipsy Major 10 de 145 hp.[1]
- 91B – versión de tres asientos equipada con el motor Lycoming O-435 de 190 hp.[1]
- 91B-2 – variante del 91B para la Real Fuerza Aérea Noruega con modificaciones menores, principalmente una hélice de velocidad constante.
- 91C – versión de cuatro asientos de 91B, con los tanques de combustible movidos a las alas y una hélice de velocidad constante.[4]
- 91D – Versión de cuatro asientos, impulsada por un motor Lycoming O-360 de 180 hp.[5]

## Operadores

### Militares
Austria
- Fuerza Aérea Austriaca

 Etiopía
- Fuerza Aérea de Etiopía

 Finlandia
- Fuerza Aérea Finlandesa
- Guardia Fronteriza Finlandesa

 Japón
- Technical Research and Development Institute

 Noruega
- Real Fuerza Aérea Noruega

 Suecia
- Fuerza Aérea Sueca

 Túnez
- Fuerza Aérea Tunecina

### Civiles
Australia
 Francia
- Air France

 Alemania
- Lufthansa

 Países Bajos
 Paraguay
- Aeroclub paraguayo

### Desarrollos relacionados
- Bücker Bü 181
- DHC-1 Chipmunk
- T-34 Mentor
- Valmet Tuuli